# Spurius Larcius
Spurius Larcius (cognomene Rufus vagy Flavus) az ókori Római Köztársaság egyik patríciusa volt, aki kétszer viselt consuli hivatalt, először i. e. 506-ban, másodszor pedig i. e. 490-ben.

## Élete
A Larcius család (Lartius vagy Largius változatban is ismertek) etruszk származású volt, nevük a Lars személynévből ered.}}  Spurius fivére, Titus Larcius kétszer viselt consuli tisztséget és ő volt az első római dictator. Spurius harmadik neve (cognomen) Halikarnosszoszi Dionüsziosznál Flavus ("sárga"), más forrásokban Rufus ("vörös"), mindkettő hajszínre utal; lehet hogy a fivéreket hajuk színe alapján különböztették meg.

### Lars Porsenna támadása
Miután a rómaiak i. e. 509-ben elűzték a királyukat, Lucius Tarquinius Superbust és kikiáltották a köztársaságot, a következő évben Clusium etruszk királya, Lars Porsenna hadat üzent nekik, hogy visszaültesse Tarquiniust a trónjára (vagy hogy meghódítsa a várost). Az első csatát elveszítő rómaiak a Tiberisen átívelő Pons Sublicius hídon keresztül vonultak vissza. Az üldöző etruszkokat Horatius Cocles tartotta fel a hídfőnél, akihez Titus Livius szerint szégyenérzete miatt csatlakozott Spurius Larcius és Titus Herminius Aquilinus is, mindketten "mind családjuk, mind tetteik miatt jó hírű férfiak." A három férfi Róma akkori lakosságának három törzsét képviselte, Horatius a latinokat, Herminius a szabinokat, Larcius pedig az etruszkokat. Míg ők feltartották a támadókat, társaik a másik oldalon lebontották a hidat; amikor az már majdnem járhatatlan volt, Horatius visszaküldte két bajtársát, majd amikor leomlott, maga is visszaúszott.
Lars Porsenna ezután ostromzár alá vette Rómát, katonái a környéken fosztogattak. Az akkori consul, Publius Valerius Publicola csapdát állított fel az egyik ellenséges csapatnak; Sp. Larcius azt a bekerítő könnyűgyalogos csapatot vezette, amelyik a Porta Collinánál állt lesben.

### Tisztségei
I. e. 506-ban a köztársaség negyedik évében Sp. Larciust választották consulnak, társa Titus Herminius volt, akivel együtt védték a hidat. Ebben az évben Lars Porsenna ismét követet küldött, hogy fogadják vissza Tarquiniust. A rómiak a legelőkelőbb patríciusokból álló követséget küldtek Clusiumba és meggyőzték Porsennát hogy inkább meghalnak de nem fognak Tarquinius uralma alatt élni. Békét kötöttek és az etruszk király elengedte túszait.
A következő évben, i. e. 505-ben Sp. Larcius Publius Postumius Tubertus consul legatusa volt a szabinok elleni háborúban. 504-ben ő vagy fivére P. Valerius Publicola consul alvezéreként szolgált, szintén a szabinok ellen.
I. e. 490-ben ismét consuli tisztséget viselt Quintus Sulpicius Camerinus Cornutus mellett. 488-ban ő is Sulpicius is azon öt volt consul között volt, akiket a Róma ellen vonuló Coriolanus ellen küldtek. A következő évben praefectus urbi (városparancsnok) tisztséget viselt. 482-ben ő volt a második a két interrex közül aki a szenátus felhatalmazása alapján lefolytatta a consulválasztást; elődje Aulus Sempronius Atratinus nem tudta megszervezni a választást a törvény által engedélyezett öt napon belül. Ugyanebben az évben Sp. Larcius támogatta a Veii elleni háborút.

## Fordítás
- Ez a szócikk részben vagy egészben  a   Spurius Larcius című angol Wikipédia-szócikk ezen változatának fordításán alapul.  Az eredeti cikk szerkesztőit annak laptörténete sorolja fel. Ez a jelzés csupán a megfogalmazás eredetét és a szerzői jogokat jelzi, nem szolgál a cikkben szereplő információk forrásmegjelöléseként.

| Elődei: P. Valerius Publicola III és M. Horatius Pulvillus II | Consul i. e. 506 collega: Titus Herminius Aquilinus | Utódai: M. Valerius Volusus és P. Postumius Tubertus |

| Elődei: M. Minucius Augurinus II és A. Sempronius Atratinus II | Consul i. e. 504 collega: Quintus Sulpicius Camerinus Cornutus | Utódai: C. Iulius Iullus és P. Pinarius Mamercinus Rufus |